# Guillermo Laura
Guillermo Laura (7 de septiembre de 1938-17 de julio de 2023) fue un abogado y economista argentino. Funcionario de la última dictadura cívico-militar (1976-1983), ocupó el cargo de Secretario de Obras Públicas de la Ciudad de Buenos Aires. Desde entonces se dedicó a realizar proyectos de obras públicas en diferentes lugares del país.

## Biografía
Abogado argentino y máster en economía (ESEADE), ha dedicado la mayor parte de su vida a realizar proyectos de obras públicas en la República Argentina. Fue funcionario durante la dictadura militar en 1978, ocupando el cargo de Secretario de Obras Públicas de la ciudad de Buenos Aires. Diseñó las autopistas 25 de Mayo y Perito Moreno, ambas aéreas, mientras desempeñaba ese cargo y las inauguró en 1980. Luego en 1994 se transformó en Presidente de Autopistas del Sol, concesionario de las Autopistas Panamericana y General Paz en Buenos Aires. Durante su mandato se remodeló la Autopista Panamericana ampliándosela y dotándola de alta tecnología. En 1996 renunció a su cargo y se dedicó a formular proyectos, a su juicio sustentables, para la Argentina.[cita requerida]
En 2002 presentó el libro Metas 2010 en el que proponía varios proyectos como la “red federal de autopistas” de 10500 km, la forestación de 5 millones de hectáreas para explotar en el futuro, el tendido de 40000 km de zanjas para dotar a toda la población urbana del país de agua segura y cloaca, dotar de vivienda a toda la población, construir 1000 escuelas modelo, edificar cárceles modernas, dotar de aeropuertos internacionales a todas las ciudades de más de 100000 habitantes, el Master 2000 que es una nueva red de autopistas subterráneas en Buenos Aires, el traslado de la Capital a Río Cuarto, el proyecto de provincia del Río de la Plata y la pavimentación de 100000 km de caminos. Posteriormente en el libro Abundancia de los Indispensable para Todos, cuya autoría comparte con Adolfo Sturzenegger, se explica cuáles serían las fuentes de financiamiento para la realización de sus proyectos, y se formulan análisis de impacto social y ambiental.
Durante los últimos años de su vida fue presidente de la fundación Metas Siglo XXI, desde la cual impulsó la concreción de sus proyectos.